# Bathurst (Australie)
Pour les articles homonymes, voir Bathurst.
Bathurst est une ville (« city ») de l'est de la Nouvelle-Galles du Sud en Australie à environ 200 km à l'ouest de Sydney. Elle compte 28 992 habitants.
C'est le premier point de colonisation en dehors de Sydney en Australie.
La ville doit son nom au ministre britannique des Colonies de l'époque, Lord Bathurst.
Bathurst possède un aéroport (code AITA : BHS).

## Histoire
La région était occupée par les aborigènes Wiradjuri avant la colonisation européenne. George William Evans fut le premier européen à visiter la région en 1813.
La ville fut fondée en 1815 sur les ordres du gouverneur Lachlan Macquarie. Il était ainsi prévu que l'endroit devienne le centre administratif des plaines de l'ouest de la région de Sydney où devaient s'installer les premiers colons.
Les populations aborigènes sous la direction de leaders comme Windradyne s'opposèrent aux colons jusqu'au début des années 1820.

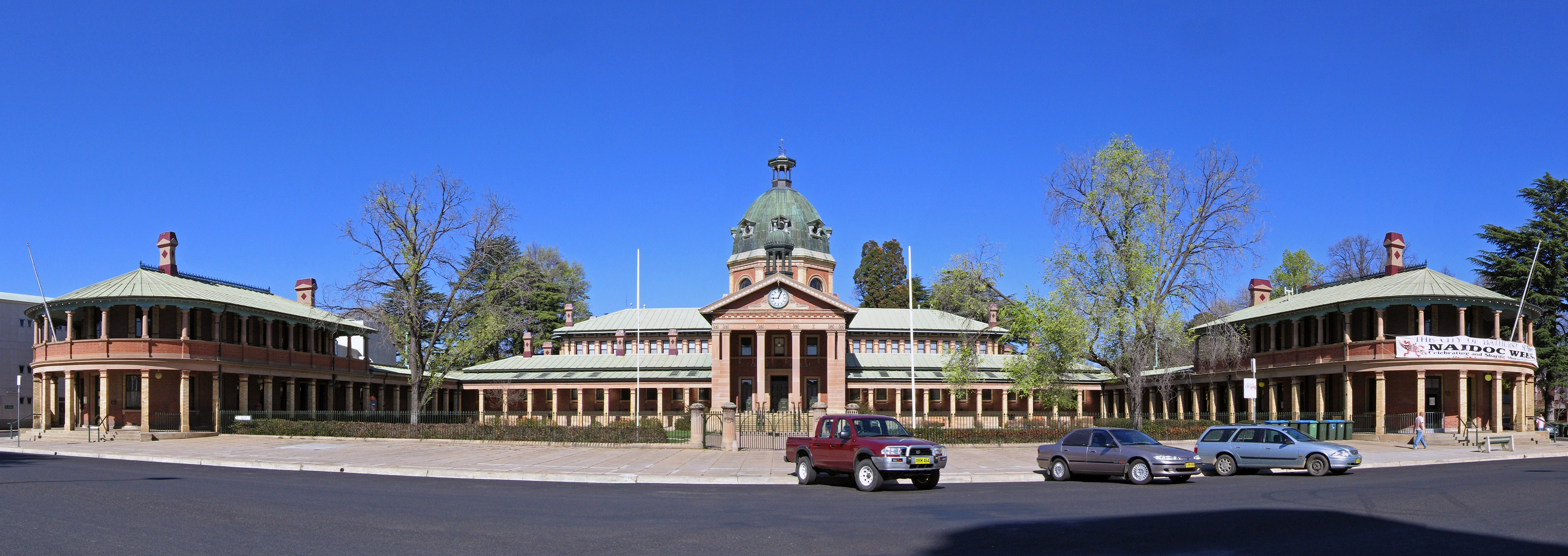
Le palais de justice construit en 1880

## Climat
Bathurst a un climat océanique (Köppen: Cfb) avec des étés agréables et des hivers frais. Les temps maximales varient de 28,1 ºC en janvier à 11,3 ºC en juillet; et les temps minimales rangent de 13,5 ºC en janvier à 0,6 ºC en juillet. La pluviométrie est modérée basse: 639,2 mm par an, avec 102.4 jours pluivieux. La ville expérience 106.9 jours clairs et 104.2 jours nuageux annuellement. La température la plus élevée enregistrée est de 41,5 ºC le 11 février 2017, tandis que la température la plus basse est de −9,2 ºC le 11 juin 1927.
| Mois                                | jan. | fév. | mars | avril | mai  | juin | jui. | août | sep. | oct. | nov. | déc. | année |
| ----------------------------------- | ---- | ---- | ---- | ----- | ---- | ---- | ---- | ---- | ---- | ---- | ---- | ---- | ----- |
| Température minimale moyenne (°C)   | 13,5 | 13,2 | 10,8 | 6,7   | 3,3  | 1,5  | 0,6  | 1,3  | 3,3  | 6,2  | 9    | 11,5 | 6,7   |
| Température maximale moyenne (°C)   | 28,1 | 27,2 | 24,7 | 20,2  | 15,7 | 12,3 | 11,3 | 13   | 16,4 | 20   | 23,5 | 26,4 | 19,9  |
| Record de froid (°C)                | 1,8  | 2,8  | −2,2 | −5    | −6,7 | −9,2 | −8,9 | −7,5 | −6   | −3,9 | −1,1 | 0    | −9,2  |
| Record de chaleur (°C)              | 41   | 41,5 | 36,7 | 32    | 25   | 21,4 | 20,5 | 23,5 | 31,2 | 34,3 | 39,7 | 40,3 | 41,5  |
| Précipitations (mm)                 | 68   | 57,8 | 53,6 | 42,1  | 41,4 | 44,3 | 47,8 | 49,9 | 46,8 | 59,2 | 63,6 | 64,9 | 639,2 |
| Nombre de jours avec précipitations | 7,5  | 6,9  | 6,4  | 6,1   | 8,2  | 10,1 | 11,2 | 10,9 | 9,2  | 9,3  | 8,7  | 7,9  | 102,4 |
| Humidité relative (%)               | 42   | 46   | 46   | 49    | 57   | 63   | 61   | 54   | 52   | 48   | 46   | 39   | 50    |

## Sport automobile

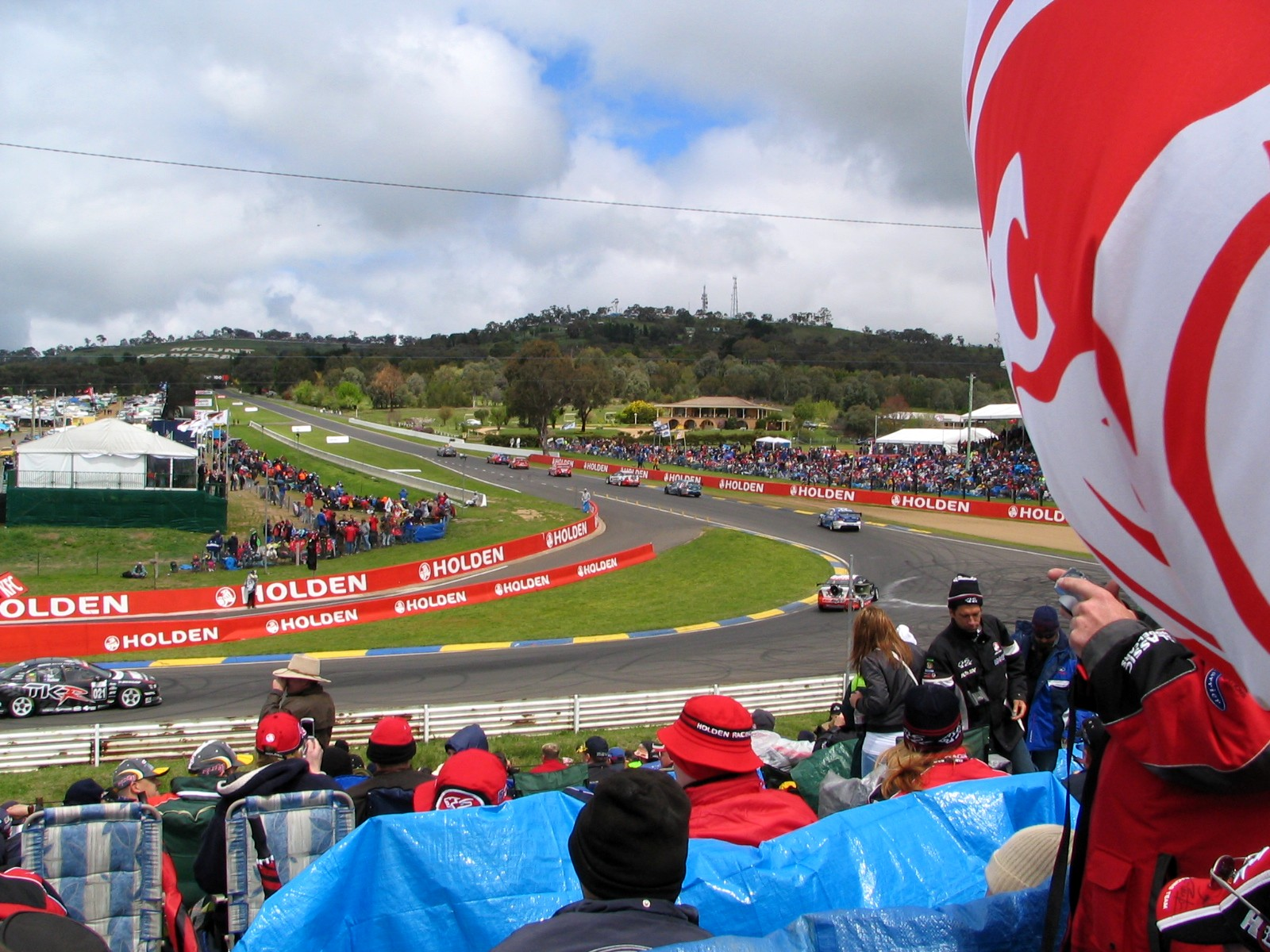
Bathurst Racktrack Holden Corner.

Bathurst est avant tout connue pour son circuit automobile, le Mount Panorama Circuit, qui est l'un des plus beaux et plus difficiles du monde alliant parties techniques, ligne droite à pleine vitesse et forte dénivellation. Une manche du championnat australien de voitures de tourisme V8 Supercars s'y déroule, les Bathurst 1 000. Plus importante que les autres épreuves du championnat dans le cœur des pilotes comme dans celui des fans ; c'est une longue course d'endurance de 1 000 km.